# Alcimus brevipennis
Alcimus brevipennis är en tvåvingeart som beskrevs av Ricardo 1922. Alcimus brevipennis ingår i släktet Alcimus och familjen rovflugor. Inga underarter finns listade i Catalogue of Life.